# 10. pěší pluk
10. pěší pluk byl císařský, rakouský a později rakousko-uherský pluk. Byl založen 14. října 1715 ediktem císaře Karla VI. o síle 2300 osob jako Heinrich Friedrich Würtemberg zu Fuß. Označení IR 10 (Infanterie Regiment No. 10) získal pluk při zavedení plukovních čísel v roce 1769.

## Historie pluku
Po založení se pluk roku 1716 účastnil bitvy u Petrovaradína a dalších bitev ve válce proti Turkům. Po uzavření míru byl pluk odvelen do Rakouského Nizozemí do Bruselu. V roce 1733 byla vyhlášena válka o polské následnictví a pluk nezasáhl do žádné bitvy a prováděl pouze hlídkovou službu. V roce 1735 byl odvelen do Lucemburska. V letech 1740 až 1749 se pluk účastnil válek o rakouské dědictví. V roce 1749 byl pluk odvelen do zemí České koruny. Během sedmileté války se pluk zúčastnil obsazení Berlína. Město muselo zaplatit 1,5 miliónů tolarů a současně byly poškozeny všechny továrny, které pracovaly pro vojsko. V prvním roce války o dědictví bavorské se nic mimořádného nedělo a pluk byl v roce 1779 přesunut do Českých Budějovic. V rakousko-rusko-turecké válce se pluk účastnil roku 1789 bitvy o Bělehrad. V první koaliční válce s Francií dostal pluk roku 1792 příkaz k přesunu do Německa a v roce 1793 se účastnil různých bitev a v zimě se účastnila jednotka malých střetnutí. V roce 1795 padl Maastricht a pluk byl zajat. Po slibu, že do dalších bojů nezasáhne, odešel do své posádky v Brně. Z Brna byl převelen do posádkové služby v Josefstadtu ve Vídni. V roce 1796 byl pluk převelen k italské armádě. Zde se v září zúčastnil bitvy o Mantovu a zde byl obležen a v roce 1797 opět padl do zajetí. Po uzavření míru pochodoval pluk do Itálie převzít Benátsko.
V březnu 12. března 1799 vyhlásila Francie válku Rakousku. Po vyhlášení války zůstává pluk posádkou v Benátkách. V roce vyhlášení války se pluk účastnil obléhání Mantovy a bitvy u Novi. V roce 1800 měl pluk největší ztráty a po bitvě na Monte Muchi pluk postupoval až do města Niza – Francouzi se stáhli z Itálie. Pak byl pluk převelen jako posádka do pevnosti Cuneo, kterou opustil 23. června 1800 a přesunul se do Verony a následně byl odvelen do Bolzana.
V roce 1801 byl pluk odvelen do svého verbovacího obvodu v Čechách. V roce 1802 se pluk přesunul z Budějovic do Lince. V roce 1803 se pluk vrátil do Čech a v roce 1804 byl odvelen do Prahy na cvičení. V prosinci se pluk přesunul do Leobenu, zde ponechal jeden batalion a přesunul se do Grazu.

### Verbovací obvod
Roku 1763 Prácheňsko, roku 1766 okolí Frankfurtu v Německé říši.
Roku 1771 obdržel pluk stálý verbovací obvod v Prácheňsku . Od roku 1779 verbovací obvod České Budějovice. V roce 1808 byl pluku přidělen verbovací obvod Brněnsko a pomocný obvod v Krakovsku .

## Majitelé pluku
- 1715 – 1717 Heinrich Friedrich von Württenberg [2]
- 1713-1716 – Friedrich Ludwig von der Lanken [2]
- 1717 – 1734 Ludwig von Württenberg [2]
- 1734 – 1740 Georg Anto sv. pán z Lidesheimu [2]
- 1740 – 1788 hrabě Ernst Ludwig Braunschweig-Wolfenbüttel (Jung – Wolfenbüttel) [2]
- 1790 – 1790 bez majitele
- 1790 – 1798 Carl von Kheul [2]
- 1798 – 1801 bez majitele
- 1802 – 1806 Christian Friedrich von Anspach und Bayreuth [2]
- 1806 – 1809 Anton sv. pán von Mittrowski [2]
- 1809 – 1817 František Reiský z Dubnic [2]
- 1817 – 1869 hrabě Alois Mazzuchelli [2]
- 1869 – 1887 Heinrich von Handel-Mazzetti[2]
- 1888 – 1907 Oskar II., švédský král
- 1907 – 1918 Gustav V., švédský král

## Významné bitvy
- Rakousko-turecká válka (1716-1718)

1716 Bitva u Petrovaradína
obléhání Temešváru
1717 bitva u Bělehradu
- Války o rakouské dědictví

1743 Bitva u Dettingenu
1746 bitva u Roucoux
- Sedmiletá válka

Bitva u Lovosic
Bitva u Štěrbohol
1757 Bitva u Vratislavi
Bitva u Leuthenu
1758 bitva u Hochkirchu
1760 bitva u Torgau
- Válka proti Turkům

1789 Bitva o Bělehrad
- První koaliční válka s Francií

1793 bitva u Estreux
bitva u Famars
obléhání Valenciennes
obléhání Marchiennes
bitva u Neerwindenu
- Válka druhé koalice (1798-1802)

1799 obléhání pevnosti Mantua
bitva u Novi
1800 bitva u Monte Cavallo a Monte Ermeta 11. a 12.4.
bitva na Mone Muchi delle pietre

## Posádky
- 1719 Brusel
- 1719 – 1721 Charleroi
- 1721 – 1722 Brusel
- 1722 Charleroi
- 1722 1723 Mons
- 1723 – 1727 Ath
- 1727 – 1731 Antverpy
- 1731 – 1732 Brusel
- 1735 – 1740 Lucemburk
- 1740 – 1749 Lucemburk
- 1749 – 1752 Brno
- 1752 – 1755 Plzeň
- 1763 Písek
- 1767 Písek, Vídeň
- 1768 Písek, 3 bat. Praha od října Vídeň
- 1770 Písek, 3 bat. Raab
- 1771 Písek, 3 bat. Pest-Cordo v Banátu
- 1772 – 1775 Písek, granátníci Vídeň
- 1775 – 1779 Písek, granátníci Praha
- 1779 – 1789 České Budějovice, Krumlov, Lischau, Kaplice
- 1789 – 1793 Vídeň, České Budějovice
- 1793 – 1795 České Budějovice
- 1795 Brno, Olomouc, Vídeň
- 1795 – 1796 Josefstadt-Vídeň, 3 bat. Krakov
- 1798 – 1799 Benátky, České Budějovice
- 1799 – 1802 České Budějovice
- 1802 – 1803 Linec
- 1803 – 1804 okolí Tábora a České Budějovice
- 1804 – 1805 Graz